# Klasea nudicaulis

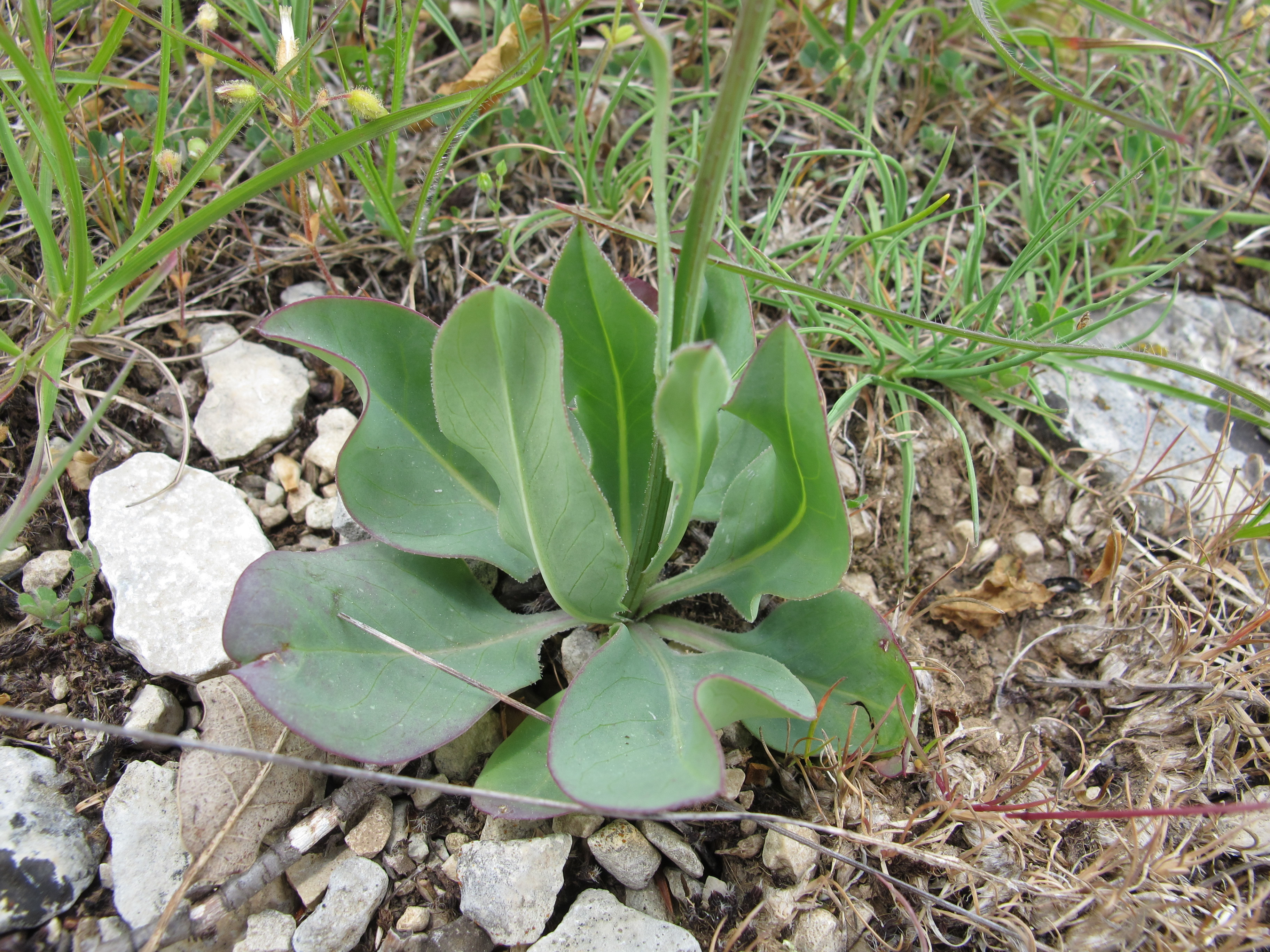
Roseta basal de hojas enteras con márgenes del limbo y del peciolo inconspicuamente ciliados

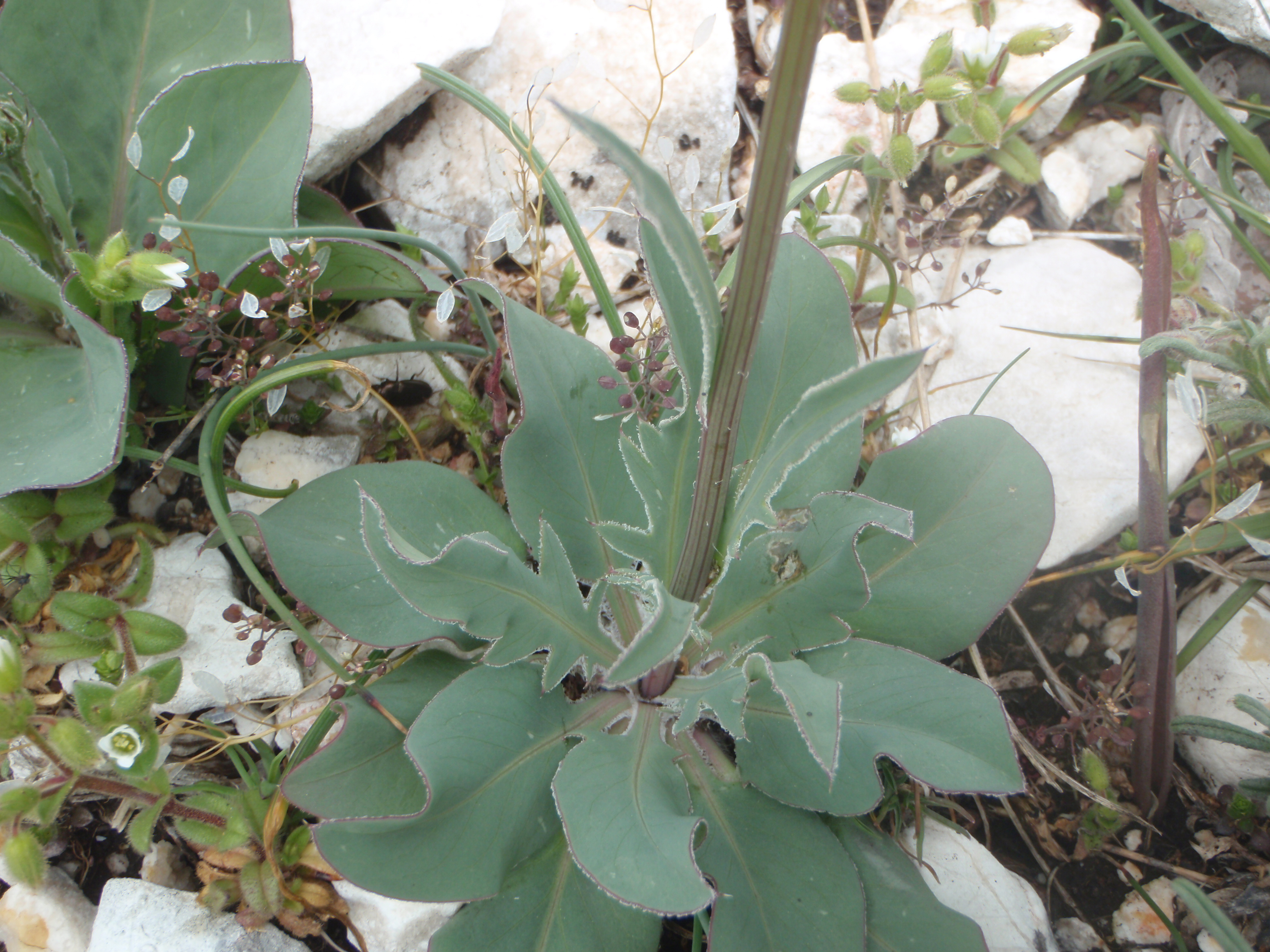
Un caso poco corriente: roseta basal de hojas, con las centrales pinnatifidas; tallo desnudo y acostillado.

Klasea nudicaulis es una especie de planta herbácea del género Klasea de la familia Asteraceae, anteriormente incluida en el género Serratula.

## Descripción
Es una planta herbácea perenne, rizomatosa, de color verde glauco, glabrescente, con tallos de hasta de 60 cm, erectos, simples o excepcionalmente ramificados desde la base, con costillas longitudinales muy marcadas, glabros o glabrescentes, generalmente con todas las hojas basales o en el tercio inferior. Dichas hojas, de hasta de 20 por 3,5 cm, con las basales en roseta que, al igual que las caulinares inferiores, son pecioladas con limbo elíptico a estrechamente lanceolado, habitualmente entero, pero eventualmente sinuado o pinnatífido con un mucrón o una arista en el ápice de los lóbulos; pueden ser glabras o con márgenes ciliados (incluido el peciolo). Mientras el resto de dichas hojas son, al contrario, sentadas, con las caulinares distales estrechamente linear-lanceoladas o lineales. Los capítulos son terminales, solitarios y pedunculados, con un involucro de 10-20 por 5-10 mm, ovoide o globoso, de brácteas coriáceas, imbricadas y dispuestas en 5-7 series, mayores de fuera hacia dentro del capítulo; las externas ovadas, y las medias ovado-lanceoladas u oblongo-lanceoladas, verdes, glabras o con pelos en los bordes y a veces también sobre el dorso, con 4 nervios más o menos destacados y un apéndice apical algo triangular u ovado, erecto o erecto-patente, por lo general mucronado, pardusco o negruzco y con los bordes de un pardo más claro, más o anchos y decurrentes, enteros o dentado-lacerados; las internas de 9-15 mm, linear-lanceoladas, con ápice papiráceo, escábrido en el dorso, algo purpúreo y con 3 nervios. La corola, pentamera, de los flósculos es rosada o rosado-purpúrea, rara vez blanquecina. El estilo es liso, rosado-purpúreo en la parte superior, con las ramas patentes en su extremo. Las cipselas son oblongo-obovoides, glabras, con costillas longitudinales más o menos marcadas, de un pardo claro o amarillento-pajizos, en ocasiones con manchas pardo obscuro y con la placa apical con nectario central persistente. El hilo es lateral, ovado y el vilano , blanquecino, es de pelos escábridos, a veces escábrido-ciliados, dentículados.

## Hábitat y distribución
Crece en pastizales calcícolas crioturbados o algo húmedos, desde 500 hasta 2800m de altitud. Se distribuye por el sudoeste de Europa (España, Francia e Italia) y noroeste de África (Marruecos).

## Taxonomía
Klasea nudicaulis fue descrita primero por Carlos Linneo como Centaurea nudicaulis y publicado en Systema naturae, ed. 10, vol. 2, p. 1232, 1759 y posteriormente atribuido al género Klasea porJules Pierre Fourreau y publicado en Annales de la Société Linnéenne de Lyon, sér. 2, vol. 17, p. 98, 1869
Etimología
- Klasea: en memoria de Lars Magnus Klase (1722-1766), médico sueco, discípulo de Linneo.[1]
- nudicaulis: epíteto latín construido con nudus, -a, -uum, desnudo, y caulis, -is, tallo de las plantas, o sea «de tallo desnudo».[4]

Sinonimia
- Calcitrapa nudicaulis (L.) Lam.
- Carduus cerinthifolius Vill.
- Carduus cerinthoides Willd.
- Carduus glaucus Cav.
- Carduus nudicaulis (L.) Pers.
- Centaurea dornacina Amo ex Willk. & Lange
- Centaurea nudicaulis L. - basiónimo
- Serratula albarracinensis Pau
- Serratula eliasi Sennen
- Serratula ibrahimi Iljin
- Serratula nudicaulis (L.) DC.
- Serratula nudicaulis var. albarracinensis (Pau) Maire

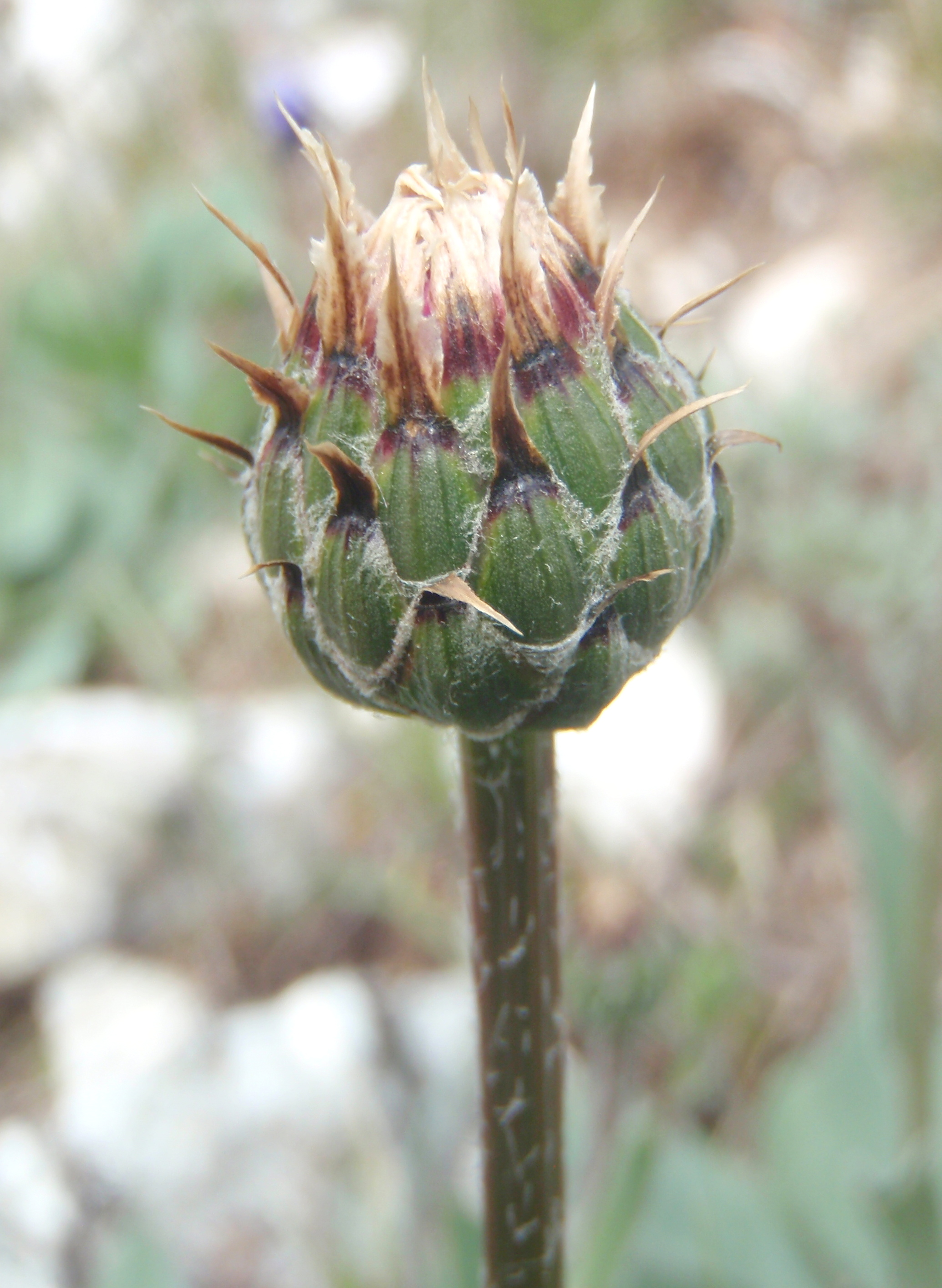
Capítulo en preantesis

- Serratula nudicaulis subsp. demissa Iljin
- Serratula nudicaulis var. ibrahimi (Iljin) Maire
- Serratula nudicaulis var. nudicaulis
- Serratula nudicaulis subsp. nudicaulis
- Serratula nudicaulis var. subinermis Coss.
- Serratula nudicaulis var. transiens Maire[5]

## Nombres comunes
- Castellano: jarrón.[6]